# Кольменар
Кольменар (ісп. Colmenar) — муніципалітет в Іспанії, у складі автономної спільноти Андалусія, у провінції Малага. Населення — 3681 особа (2010).
Муніципалітет розташований на відстані близько 390 км на південь від Мадрида, 21 км на північ від Малаги.
На території муніципалітету розташовані такі населені пункти: (дані про населення за 2010 рік)
- Каравака: 111 осіб
- Кольменар: 3110 осіб
- Гонсало: 124 особи
- Махада-дель-Моро: 15 осіб
- Солано: 321 особа

## Демографія
Динаміка населення (INE ):

## Галерея зображень

Розташування муніципалітету у провінції Малага
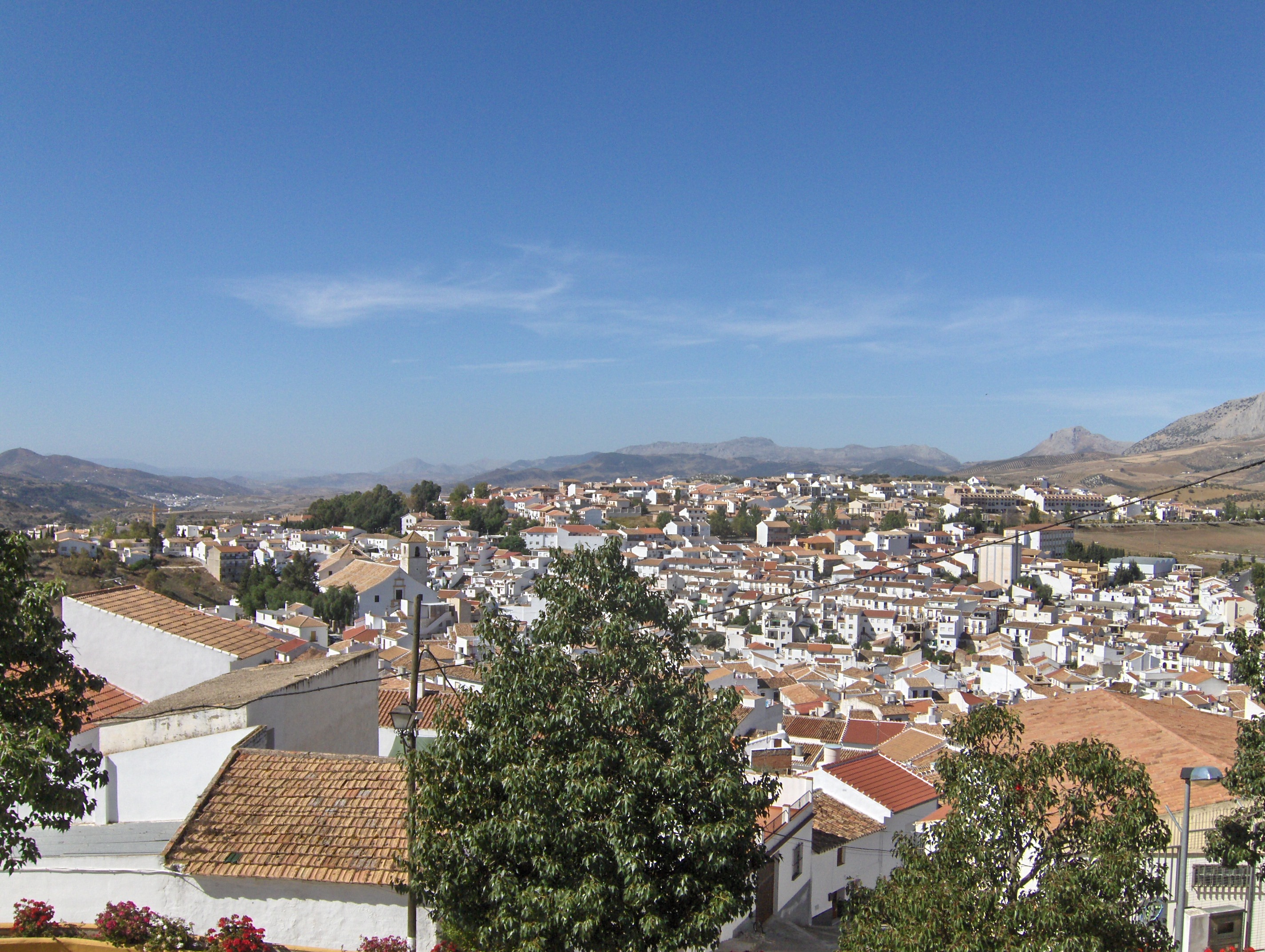
Панорама міста Кольменар
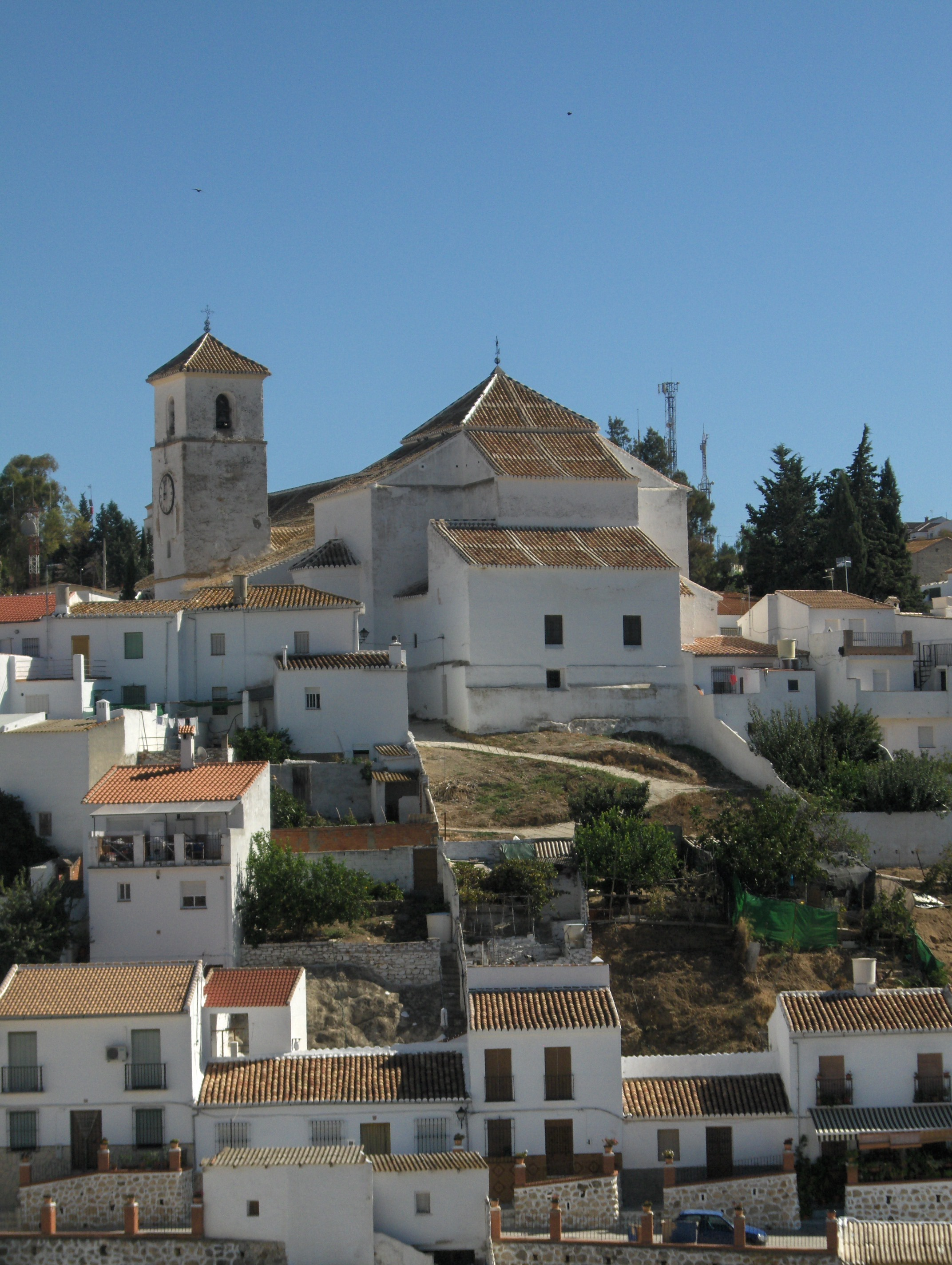
Церква Ла-Асунсьйон
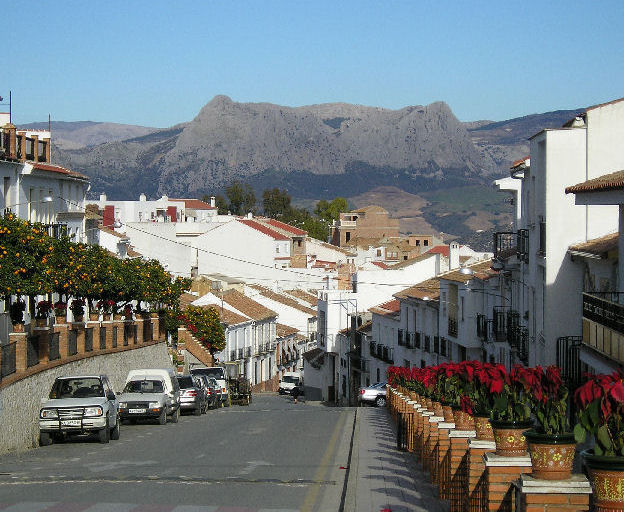
Кольменар, вулиця